# Ферруччо Манца
Ферруччо Манца (італ. Ferruccio Manza, 26 квітня 1943) — італійський велогонщик.
Срібний призер Олімпійських Ігор 1964 року в роздільній командній гонці.
Чемпіон світу з велоперегонів на шосе 1964 року в роздільній командній гонці.